# Henri Gilbert
Henri Gilbert, né à Chilhac en 1874 et mort à Clermont-Ferrand en 1955 est un écrivain et poète de langue occitane originaire d'Auvergne. Il est avec Benoît Vidal l'un des deux auteurs majeurs du second Félibrige né après la guerre de 1914-1918.

## Biographie
Vital-Henri Gilbert est né le 9 novembre 1874 à 5 heures du matin à Chilhac dans l'arrondissement de Brioude (Haute-Loire). Il est le fils de Georges Gilbert, agriculteur à Chilhac, et de Virginie Maurin.
Il écrit avant-guerre quelques textes en français dans La Semaine Auvergnate et participe également à la revue La Musette. En 1913 paraît son premier ouvrage entièrement en occitan : Countes de la lunaira (édition enrichie et remaniée en 1932). Après-guerre paraît son deuxième livre, La Covizada, et Henri Gilbert publie dans l'Auvergne Littéraire puis dans l’Almanach de Brioude. En 1926 il crée Lo Covize organisation à son origine intégrée au Félibrige. En 1931 il prend sa retraite retraite et s'installe à Clermont-Ferrand. Dans un numéro spécial de la revue Corymbe de mai – juin 1933 consacré à la littérature en Auvergne il publie au milieu Henri Pourrat, Camille Gandilhon Gens d’Armes, Georges Desdevises Du Dézert, Lucien Gachon, le seul texte en occitan de la revue : Nigaud delh Cafort.

### Polémiques
Gilbert développe une conception qui, au-delà de la défense de la langue, cherche à promouvoir le développement culturel et économique de sa région au travers d’un large mouvement qu’il nommait Régionalisme. En 1934, peut-être à cause du peu d’entrain du Félibrige pour l’organisation de la Grande Journée Auvergnate de Clermont du 14 juillet 1934, il tourne le dos au Félibrige et crée sa propre « école » Lo Covize, implantée à Paris, Clermont-Ferrand, Saint Germain-Lambron, Chilhac et en Velay, pour créer la Fédération régionaliste Auvergnate et Velave. Dans sa revue L’Alauza d’Auvernha, il reproche à au capiscol de l'Escola de Limanha Benoît Vidal sa soumission au « midi » et sa langue pleine de gasconismes. 
Dès 1943 il s'en prend aux « Balmipèdes folkloriques » (amis du docteur Pierre Balme) quand on lui fait des difficultés pour lui prêter la Maison des Jeunes. En 1945, il entre plus largement en conflit avec l'Académie de Clermont qui publie Benoît Vidal, Pierre Balme, et Émile Desforges, ironise quand est créée la revue Jeune Auvergne, critique la création des Amis du Musée, le tout sur fond de concurrence avec la revue l'Auvergne littéraire et artistique  (ISSN 0005-1845).

### Défense de la langue d'oc
L'historien réputé Pierre-François Fournier ayant pris la défense de Pierre Balme et se déclarant contre la loi Deixonne, Henri Gilbert lui répond en 1951 dans un texte intitulé Pour la défense de la langue d'oc. 
En 1953 il publie Lis Contaires delh Covize, annoncé depuis 1941, et dont la couverture porte en en-tête Pour l’Enseignement de la langue d’Oc.
Il écrit en 1953 à Pierre-François Fournier qu'il faut se tourner vers la Ligue pour la langue d'oc à l'école, les Amis de la langue d'oc et l'Institut d’Études Occitanes.
Son frère Antoine Gilbert, administrateur et trésorier de la revue, meurt en 1951 et pour des raisons financières, de santé ou autres, la revue ne fera paraître alors que peu de numéros. Henri Gilbert meurt à Clermont-Ferrand le 26 octobre 1955.

## Œuvres

### En tant qu'auteur
- Countes de la lunaira (ouvrage suivi de Notes étymologiques par Pierre Malvezin), Paris, J. Gibert, 1913, 58 p.
- Coumo faguet Coudaca per entrar al cel : conte en langue d'Oc avec une traduction française et des notes étymologiques, Paris, J. Gibert, 1914, 10 p.
- La Covisada en dialecte brivadois. Avec une traduction française et des notes étymologiques (ill. Gabriel Moiselet), Lyon, libr. ancienne Badiou-Amant, 1923, V-208 p.
- Contes de la Luneira en dialecte brivadois. Avec une traduction française et des notes étymologiques (ill. Gabriel Moiselet), Le Puy, Impr. la Haute-Loire, 1932, 2e éd., V-108 p.
- Contes de l'aze, Clermont-Ferrand, Librairie de l'Avenir, 1934-19453 fascicules paraissent d'abord séparément, puis les 5 sont réunis en 1945.
- Lis Contaires delh Covize : contes en langue d'oc précédés de remarques sur la phonétique des parlers de la Basse-Auvergne et suivis d'une traduction française, d'un glossaire analytique, d'un lexique occitan-français et d'un lexique français-occitan, Clermont-Ferrand, Queyriaux, 1953, VI-218 p.Contient des contes d'Henri Gilbert, de Léon Bonhomme, Jean-Marie Naudy, Joseph Charbonnier, Antoine Saugues, Pierre Mamet, Léopold Maurannes, Émile Roche, Alfred Rionnet, Octavie Berthet, Pierre Sabatier, A.-C. Fousson, Pierre Chataing et Marie Dumont.

### En tant qu'éditeur

#### L’Alauza d’Auvernha
L’Alauza d’Auvernha (ISSN 0991-6628) est fondée par Henri Gilbert en 1928. Elle est plus particulièrement l'organe du Covize de Limanha, l'école de la Basse-Auvergne pour la Maintenance d'Auvergne (tandis que Lo Cobreto est l'organe de l'Escolo Oubernhato pour la Haute-Auvergne).
De 1929 à 1950, il publie des textes anciens dans :
- N°3, 1929, La vida de la benaurada sancta Doucelina
- N°11, 1929, Terrier de Charbonnier
- N°17, mai 1930, Vera vergena Maria, Peire Cardenal
- N°18, juin 1930, Extrait du registre consulaire de Montferrand ;
- N°19, juillet 1930, Autra vetz fuit a parlament, Tenson de Peire de Vic
- N°21, novembre 1930, Quan tuit aquist clam, Tenson de Peire de Vic
- N°23, janvier 1931, Légende de Sainte Pétronille
- N°24, février 1931, Martyre de Sainte Félicule
- N°26, avril 1931, Lo gent temps de Pascor, Bernard de Ventadour
- N°27, mai 1931, Les larmes de Sainte Douceline
- N°29, juillet 1931, Un ancien texte limousin
- N°40, juillet-août 1932, Le moine de Montaudon, Pierre de Vic
- N°50, Juillet-août 1933, Ab joy quem demora, Hugues Peyrol
- N°51 septembre 1933 puis dans différents numéros jusqu’au n°117 de janvier 1955, La coutume d’Auvillar, d'Adrien Lagrèze-Fossat ;
- N°73, mai-juin-juillet 1936, En honor del paire, Pons de Chapduelh
- N°81, janvier 1939, Charité de Sainte Douceline
- N°83, juillet 1939, Ges per la coindeta sazon, Pons de Chapduelh
- N°87, septembre 1942, et n°90, juin 1943, Vida de la benaurada sancta Doucelina
- N°95, novembre 1946, Comptes consulaires d’Albi
- N°106-107, octobre 1949 – janvier 1950, Tos temps azir falsetat et enjan, Peire Cardenal

Parmi les auteurs modernes publiés dans l’Alauza d’Auvernha se trouvent Jean Charles-Brun, Jules Vallès, Louis Debrons, Frédéric Mistral, Gabriel Marc, Louis Levadoux, Pierre Mamet, Antonin Trin, Louis Delhostal, Antonin Trauchessec, Camille Gandilhon Gens-d'Armes, Louis Mercier, Jozep Charbonnier, Auguste Blanchot de Brenas, Achille Eyraud, Léopold Maurannes, Louis Farges, Maurice Busset, Étienne Marcennac, René Bonnefoy, Lucien Gachon, A.-C. Fousson, Henri Pourrat, Pierre de Nolhac... Deux femmes contribuent : Blanche Roziès-Lavergne (membre du comité de rédaction) et Mme A. Abraham.
En 1939, l'Alauza d'Auvernha annonce paraître en deux éditions, la seconde étant Reviscol  (ISSN 1155-7087). Mais seul le n°1 est identique : de mars 1939 à sa fin en 1940 les autres numéros de Reviscol sont sans rapport avec Alauza d'Auvernha. Parmi les auteurs publiés figurent plutôt des auteurs de l'association félibréenne du Grillon rouergat (Grelh Roergàs) : Auguste Benazet, André Jacques Boussac, Paul Gayraud, Pierre Miremont, Joseph Vaylet...

#### L'Armanac d'Auvernha
L'Alauza d'Auvernha et Lo Cobreto publient en 1931 un Armanac d'Auvernha  (ISSN 1145-7996) imprimé à Aurillac avec des illustrations de Maurice Busset, Gabriel Moiselet, Marcel Capitaine, Millange-Guignebourg, Alfred Prody.
En 1944, l'Armanac d'Auvernha publie aussi des textes anciens :
- Ancien texte auvergnat (XVe siècle)
- Un sirventès de Peire Cardenal